# Lijst van burgemeesters van Deurne (Nederland)
Dit is een lijst van burgemeesters van de Nederlandse gemeente Deurne in de provincie Noord-Brabant. Deurne ontstond op 1 januari 1926 door een samenvoeging van Vlierden en Deurne en Liessel.
| Ambtsperiode                      | Foto | Naam burgemeester                                   | Partij of stroming | Bijzonderheden                                                |
| --------------------------------- | ---- | --------------------------------------------------- | ------------------ | ------------------------------------------------------------- |
| 1926-1939                         |      | Johannes Casper (Johannes Casper) van Beek          |                    | was tussen 1917 en 1925 al burgemeester van Deurne en Liessel |
| 1939-1946                         |      | Robert Joseph Johan (Robert) Lambooij               | KVP                |                                                               |
| 1947-1959                         |      | Lambertus (Lambert) Roefs                           |                    |                                                               |
| 1960-1977                         |      | Franciscus Ludovicus Maria (Frans) Hoebens          | KVP                | [ 1 ]                                                         |
| 1978-1990                         |      | Antonius Adrianus Josephus Maria (Ton) van Genabeek | KVP / CDA          |                                                               |
| 1990-2000                         |      | Jan Willem (Jan) Smeets                             | CDA                |                                                               |
| 2000- 31 oktober 2010             |      | Johannes Gerardus Maria (Gerard) Daandels           | CDA                |                                                               |
| 1 november 2010 - 31 januari 2011 |      | Simon Petrus (Peter) Grem                           | CDA                | waarnemend                                                    |
| 1 februari 2011 - 31 januari 2021 |      | H.J. (Hilko) Mak                                    | CDA                |                                                               |
| 1 februari 2021 - heden           |      | G.T. (Greet) Buter                                  | PvdA               | [ 3 ]                                                         |

## Trivia
- In Deurne zijn wegen vernoemd naar de burgemeesters Van Beek (Burgemeester van Beekstraat) en Roefs (Burgemeester Roefslaan). Naar Hoebens was tussen 1978 en 2013 een sporthal genoemd, de Frans Hoebenshal.
- Met de benoeming van Hilko Mak op 1 februari 2011 kreeg Deurne voor het eerst in 116 jaar weer een ongehuwde burgemeester.
- Met de benoeming van Greet Buten op 1 februari 2021 kreeg Deurne voor het eerst een vrouwelijke burgemeester.
- De gemeente Deurne heeft sinds haar oprichting in 1926 nog nooit een burgemeester van lokale origine gehad. Lambertus Roefs en Frans Hoebens kwamen overigens wel uit de regio, respectievelijk uit Bakel en Asten.